# Мавродолу (Арђеш)
Мавродолу (рум. Mavrodolu) насеље је у Румунији у округу Арђеш у општини Ратешти. Oпштина се налази на надморској висини од 201 m.

## Становништво
Према подацима из 2002. године у насељу је живело 252 становника, од којих су сви румунске националности.